# Mary Wynne Warner
Mary Wynne Warner (* 22. Juni 1932 in Carmarthen, Wales; † 1. April 1998 in Spanien) war eine walisische Mathematikerin und Hochschullehrerin.

## Leben und Werk
Warner wurde als Mary Wynne Davies als ältere von zwei Töchtern von Sydney und Esther Davies geboren. Sie wuchs in Llandovery auf, wo ihr Vater Schulleiter war, und besuchte das Howells Internat in Denbigh. 1951 begann sie mit einem Stipendium das Studium der Mathematik am Somerville College der Universität Oxford und erwarb 1953 einen Abschluss. Sie forschte dann bei John Henry Constantine Whitehead in seiner Forschungsgruppe für Algebraische Topologie und veröffentlichte 1956 ihre erste Forschungsarbeit A note on Borsuk's antipodal point theorem in dem Oxford Quarterly Journal of Mathematics.
Sie heiratete 1956 den Diplomaten und Geheimdienstoffizier Sir Gerald Warner. Sie zog mit ihrem Ehemann nach China, wo sie den chinesischen Topologen Chang Su-chen traf, der ebenfalls Schüler von Whitehead gewesen war. Nachdem 1958 ihr erstes Kind in Peking geboren war, kehrte sie mit ihrer Familie, bedingt durch die politischen Veränderungen in China, nach England zurück. In London erhielt sie einen Teilzeit-Lehrauftrag für Mathematik am Bedford College. 1959 wurde ihr zweites Kind in London geboren und sie zog nach Burma, wo ihr Mann als Diplomat tätig war. 1961 wurde in Rangun ihr drittes Kind geboren und sie führte ihre mathematische Karriere mit einer Ernennung zum Senior Lecturer in Mathematics an der University of Yangon in Myanmar fort. Nach der Rückkehr nach England arbeitete sie wieder am Bedford College. 1964 besuchte sie als Visiting Research Fellow in Warschau den Mathematiker Karol Borsuk, bei dem sie ihre Promotion begann. Nach zwei Jahren in Warschau verbrachte sie zwei weitere Jahre in Genf und schloss während dieser Zeit ihre Dissertation über die Homologie kartesischer Produkträume ab. 1966 promovierte an der Universität Warschau und 1968 wurde sie in London als Dozentin für Mathematik an der City, University of London ernannt. Von 1974 bis 1976 wurde sie beurlaubt, um ihren Mann nach Malaysia zu begleiten. 1983 wurde sie an der City University Reader und 1996 Professorin. Sie ging Anfang 1996 in den Ruhestand, war aber weiterhin aktiv bei der Betreuung von Doktoranden und veröffentlichte 1996 drei und 1997 drei weitere Artikel. Sie starb 1998 in Spanien im Alter von 65 Jahren.
In dem Nachruf im Bulletin der London Mathematical Society wurde sie 2003 als Pionierin auf dem Gebiet der Fuzzy-Topologie und in den letzten dreißig Jahren als eine der führenden Personen anerkannt.

## Veröffentlichungen (Auswahl)
- Frame-fuzzy points and membership. Fuzzy Sets Syst. 42, No. 3, S. 335–344, 1991.
- On tolerating automata. Kybernetes 10, S. 173–178, 1981.